# Amy Simon
Amy Beth Simon, född 1 augusti 1957 i New York, är en amerikansk-svensk målare.
Amy Simon tog en kandidatexamen 1979 på University of Florida, studerade 1979-1980 på Florida Atlantic University och tog en magisterexamen på  New York University 1982.
Hon drev under 1980-talet ett konstgalleri i New York tillsammans med sin man David Neuman.
Hon har bott i Sverige sedan 1993 och hade sin första separatutställning 1996 på Kägelbanan på Djurgården  i Stockholm. Hon bor och arbetar i Stockholm .
Hon medverkade i den internationella utställningen Making worlds på Venedigbiennalen 2009.